# Erna Juel-Hansen
Erna Emilie Louise Juel-Hansen, født Drachmann (5. marts 1845 i København – 30. november 1922 i Hornbæk) var en dansk forfatter og kvinderetsforkæmper, fortaler for pædagogik og gymnastik, samt medstifter af Danmarks første børnehave i 1871.

## Familie og opvækst
Datter af Vilhelmine Marie Stæhr (1820-1857) og Andreas Georg Drachmann (1810-1892), samt storesøster til Holger Drachmann og halv-søster til Anders Bjørn Drachmann. Faren Andreas var kirurg i søetaten og havde arbejdet sig op fra ringe kår. Gennem faderens Drachmann søskende var Erna også kusine til viceskoleinspektøren Emma Hørup, hendes mand politikeren Viggo Hørup, samt hans elskerinde, lærer Henriette Steen.

## Gymnastikken
Erna Juel-Hansen ville gerne have været læge som sin far, men da studiet endnu ikke var tilgængeligt for kvinder, valgte hun at videreføre hans ideer om at anvende gymnastik til at forebygge fysiske lidelser, bl.a. gennem et studieophold i Paris i 1866. Herefter arbejdedede hun på et pigegymnastikinstitut grundlagt af faren i slutningen af 1860'erne.
I 1884 oprettede hun et kvindegymnastikinstitut, baseret på svenskeren Pehr Henrik Lings princip om kroppens naturlige formbarhed. To år senere lancerede hun en reformdragt uden korset og tournure, der tog hensyn til kvindekroppens former og funktioner.

## Pædagogikken
I 1870 tog hun lærerindeeksamen på N. Zahles Seminarium og rejste derefter til Berlin for at studere på byens Fröbelseminarium. I 1871 åbnede hun i København, sammen med daværende forlovede Niels Juel-Hansen, Danmarks første børnehave. Dette medførte stor debat i aviserne. Børnehaven blev suppleret med en børnehaveklasse og fra 1876 med en pigeskole, da tiden ikke var moden til en fællesskole for piger og drenge endnu. Dog måtte børnehaven lukke i 1883 pga. økonomiske vanskeligheder. Deres pædagogiske tanker var simpelthen for moderne til datidens borgerlige forældre.

## Kvindesagen
Mellem 1883 og 1887 har hun aktiv i Dansk Kvindesamfund, men meldte sig ud da hun var uenig i den moderate linje i forhold til valgret for kvinder. Hun kom i kredsen omkring hendes kusine, lærerinden Henriette Steen, der hver uge samlede en gruppe af tidens mest fremtrædende kvinder til diskussion. Hun var med til at stifte Kvindevalgretsforening. I 1893 kom hun i modvind for at have kritiseret kvindesagsbladet "Hvad vi vil". Hun skrev flere bøger og noveller om kvindens stilling i samfundet. Desuden deltog hun ivrigt i samfundsdebatten om kvindens stilling i samfundet, samt i 1880ernes sædelighedsdebat.
Hun var også politisk aktiv i det liberale Studentersamfundet fra 1883 og meldte sig i 1886 ind i Københavns Liberale Vælgerforening, hvor hun blev en af de første kvindelige bestyrelsesmedlemmer i 1905.
Erna var ateist og troede ikke på ideen om en medfødt kvindelighed, eller at kvinden skulle være manden underdanig.

## Forfatterskab
Som 36 årig udgav Erna i 1881 sin debutroman, Mellem 12 og 17. Romanen er en skildring af nogle københavnske overklassepigers udvikling og beskriver blandt andet kærlighed mellem to unge kvinder.
Erna udgav i perioden fra 1881 til 1917 seks romaner og to novellesamlinger, samt et par skuespil, der blev opført på henholdsvis Dagmarteatret og Casino. Hun skrev også en del artikler om, blandt andet om gavnligheden af cykling for kvinder, i 1890erne. Hun oversatte også flere romaner fra engelsk, tysk og russisk. Blandt andet Dostojevskijs Forbrydelse og Straf og Eliza Bisbee Duffey's (en) Hvad alle Kvinder bør vide.
Forfatterskabet havde to hovedtemaer: Det ene knytter sig til oplysningsbestræbelserne og er især fremherskende i de første værker; her skildres unge borgerpigers opvækstvilkår samt de psykiske strukturer, opdragelsen resulterer i. Det andet tema har hovedvægten på voksne kvinders ydre og indre kampe med en moderne tilværelse. Hun blev først stemplet som en usædelig kvinde, som dog efterhånden blev læst og anerkendt i brede kredse.

### Værker
- Mellem 12 og 17 (1881) - under pseudonymet Arne Wendt
- Seks Noveller (1885) - novellesamling
- En ung Dames Historie (1888)
- Terese Kærulf  (1894)
- Helsen & Co. (1900), genudgivet i 1979
- Henriks Mor (1917)

## Ægteskab og børn
Erna blev i 1871 gift med institutbestyrer på Høgsgård, Niels Juel-Hansen. Med ham fik hun fire børn: Gerda (1872), Ejnar (1874), Niels (1875), Asger (1878). Ideen var for Ernas vedkomne at skabe et moderne ægteskab der på én gang kunne rumme kammeratskab, kompagniskab og erotik. Men desværre gik det ikke med Niels og de levede hvert deres liv under samme tag frem til 1894 hvor Erna forlod manden. De blev dog aldrig skilt, og børnene blev opdraget i fællesskab. 
Hun er begravet på Holmens Kirkegård i 1922.

## Eftermæle
Siden 1989 har Dansk Pædagogisk Historisk Forening og Samling uddelt en pris opkaldt efter Erna Juel-Hansen. ERNA-prisen uddeles "til et menneske, som har ydet en særlig indsats i forhold til foreningens mål og arbejde, eller som via sit virke har placeret sig i dansk, pædagogisk historie".